# Luis José Díaz
Luis José Díaz este un artist spaniol. Este cunoscut, în special, pentru că a desenat fața națională a unor monede euro emise de Spania (monedele de 1 și 2 euro).